# Kane (groupe néerlandais)
Pour les articles homonymes, voir Kane.
Kane est un groupe néerlandais de rock, originaire de La Haye. Il se compose de Dinand Woesthoff (chant) et de Dennis van Leeuwen (guitare), qui en sont les seuls membres constants. Au début des années 2000, Kane est considéré comme le plus grand groupe de rock néerlandais, avec trois singles numéro un dans le Top 40 néerlandais et trois albums numéro un dans le Dutch Albums Chart.
Le groupe se sépare en 2014. En 2023, ils sortent leur première chanson depuis dix ans et annoncent cinq concerts de réunion pour juin 2024, qui se sont déroulés à guichets fermés.

## Histoire

### Débuts et succès
Kane débute à La Haye en 1998. Dinand Woesthoff et Dennis van Leeuwen se rencontrent dans un café de Scheveningen, où ils travaillaient tous deux à l'époque. Tous deux passionnés de musique, ils forment un groupe nommé Citizen Kane, d'après le film éponyme, et commencent à donner des concerts pour de petits publics. Ils sont finalement découverts dans un café de La Haye, De Paap, par le découvreur de talents Henkjan Smits, qui les présente au manager Edwin Jansen et les aide à signer un contrat d'enregistrement avec BMG. Avec leur nom abrégé en Kane, le groupe se complète avec le guitariste Tony Cornelissen, le bassiste Aram Kersbergen et le batteur Cyril Directie.
Le groupe perce en 1999 avec la chanson Where Do I Go Now. Leur premier album, As Long as You Want this, sort un an plus tard et est certifié double disque de platine,. Il reste 105 semaines dans le Dutch Album Chart et atteint la 2e place. Kane remporte le MTV Europe Music Award 2000 du meilleur artiste néerlandais, battant Anouk, Bløf et Krezip. En novembre 2000, le groupe interprète une reprise de U2 lors de la tournée Marlboro Flashbacks, qui est publiée sur un album live intitulé With or Without You.
Leur deuxième album, So Glad You Made It, voit le groupe tenter un passage à l'international, avec des sorties dans plusieurs pays européens. Ils publient la chanson titre en tant que single principal, ainsi qu'une vidéo qui a dû être censurée sur MTV pour nudité partielle. Le troisième single de l'album, Rain Down on Me, devient le « plus grand favori des foules » de Kane. Il atteint également la 38e place du classement des singles au Royaume-Uni, et le remix de Tiësto figure sur la bande originale du jeu vidéo FIFA Football 2004,.
Le 28 juin 2003, Kane devient le premier groupe de rock néerlandais à se produire à l'Amsterdam ArenA, où il vend plus de 26 000 billets. Ilse DeLange ouvre la soirée, et Tiësto joue à l'afterparty.

### Tragédie, nouveau succès et séparation
En 2004, l'épouse de Woesthoff, Guusje Nederhorst, décède d'un cancer du sein à l'âge de 34 ans. Il lui consacre la chanson Dreamer, qui devient le single néerlandais le plus vendu cette année-là. Something to Say, le premier single du quatrième album du groupe, Fearless (2005), devient leur premier numéro un au Top 40 néerlandais. En août 2005, Kane obtient son deuxième numéro un avec le titre Fearless, dédié à la cousine de Woesthoff, qui souffrait d'une maladie rénale. Trois ans plus tard, Kane présente la première du morceau Catwalk Criminal le jour du Nouvel An 2008 à l'Erasmusbrug de Rotterdam. Il s'agit du premier single de leur cinquième album, Everything You Want, qui est enregistré dans plusieurs villes internationales. Le titre Shot of a Gun devient le troisième single numéro un de Kane. Le 28 juin 2008, le groupe donne le plus grand concert de sa carrière au De Kuip à Rotterdam, devant 42 000 personnes,.
Le sixième album de Kane, No Surrender, sort le 27 novembre 2009. Le titre de l'album est le premier single, et atteint la troisième place du Top 40 néerlandais. Il est également interprété en direct avec l'actrice Carice van Houten en janvier 2010 lors d'une émission télévisée visant à collecter des fonds pour venir en aide aux victimes du séisme en Haïti. Le septième album du groupe, Come Together, sorti en 2012, était prévu pour 2011, mais il est reporté en raison du succès de leur album de grands succès, Singles Only.
En septembre 2013, Kane annonce qu'il arrêtait de tourner pour le moment. Le 27 décembre 2014, le groupe annonce leur séparation, après 16 ans de vie commune. Dans une déclaration sur leur site web, le groupe écrit : « Nous avons dit ce que nous voulions dire, plus longtemps que nous n'osions le prédire, avec plus de soutien que nous n'aurions jamais espéré en rêver. En honorant le feu, il est temps de fermer le livre ».

### Retour
En septembre 2023, Kane annonce son intention de se reformer l'année suivante. Le groupe donne cinq concerts à guichets fermés au Ziggo Dome d'Amsterdam dans le cadre de ce qui est annoncé comme les concerts reCONNECT pour juin 2024. Le groupe sort également un nouveau single, What Are You Waiting for ? le 26 septembre 2023, leur première nouvelle chanson depuis dix ans, suivi d'un autre single en décembre 2023, War Ends Today, qui est une chanson de protestation contre « la guerre de Gaza », dont les recettes sont reversées à Save the Children en Palestine. 

## Discographie

### Albums studio
- 2000 : As Long As You Want This
- 2001 : So Glad You Made It
- 2003 : What If
- 2005 : Fearless
- 2008 : Everything You Want
- 2009 : No Surrender
- 2012 : Come Together (Universal Records/KANE)

### Albums live
- 2000 : With or Without You ( Or (x22))
- 2003 : Live in Rotterdam ( Or)
- 2004 : February
- 2005 : Live 05
- 2008 : De Kuip Live (Universal Records)
- 2024 : Re/Connect Live (Sony)